# Krötenbruck

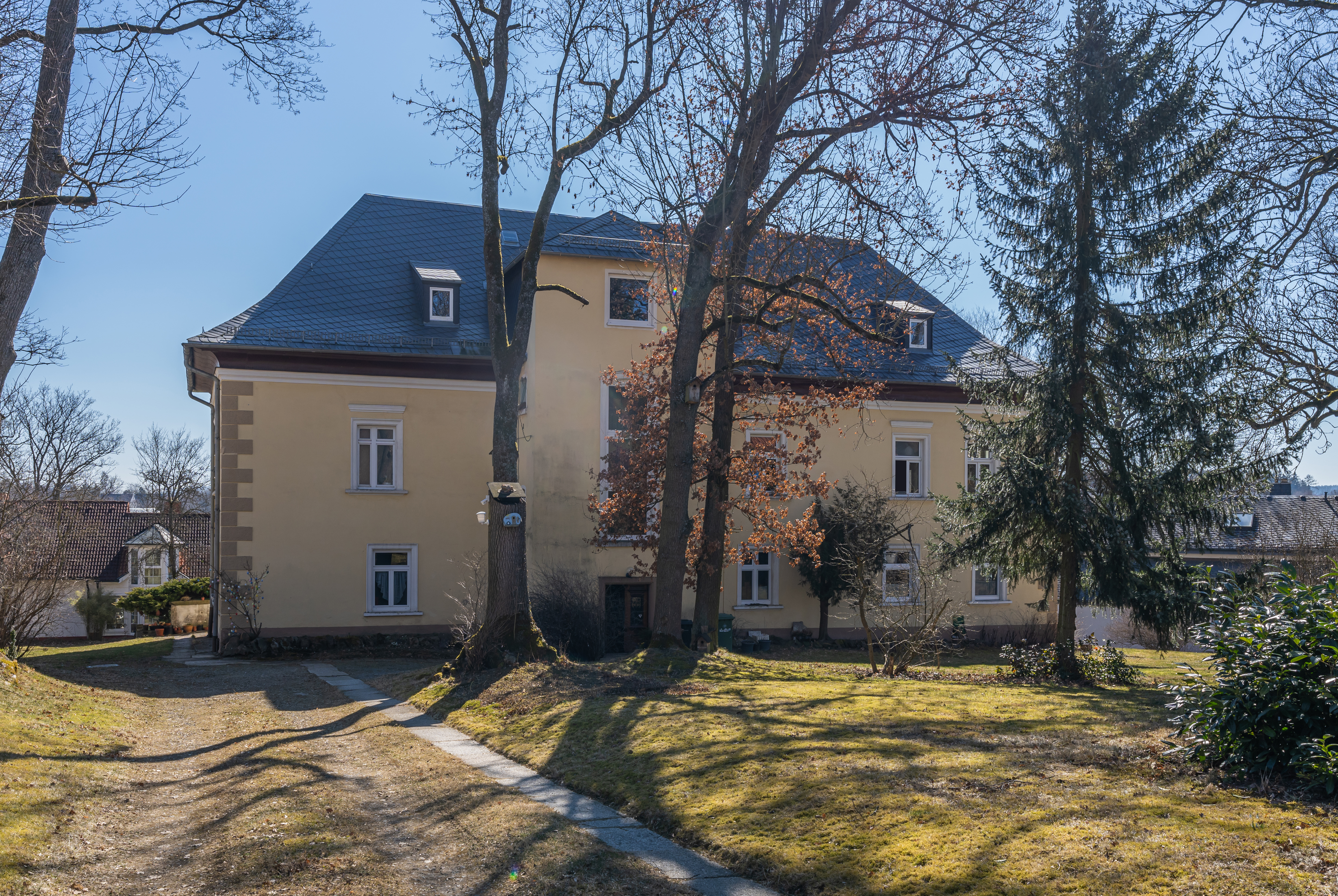
Rittergut Sachs

Krötenbruck ist der größte Stadtteil der kreisfreien Stadt Hof.

## Lage und Geschichte
Krötenbruck mit den Gemarkungen Christiansreuth und Krötenhof liegt im Südwesten in Hof. 
Krötenbruck wurde als Teil der ehemaligen Gemeinde Moschendorf 1906 nach Hof eingemeindet. Die Fläche des Gutes Christiansreuth (dessen Kern im Bereich der heutigen Herman-Löns-Straße 6 sowie umliegender Straßen lag) sowie Weiler wurde in den Stadtteil Krötenbruck eingegliedert.
Am Krötenhof bestand bis ins 20. Jahrhundert die Jean-Paul-Laube, in der sich der Dichter gerne aufgehalten haben soll. Im Jahr 1922 wurde die Laube renoviert. Wann das Gebäude danach abgerissen wurde, ist nicht bekannt. Krötenbruck und Christiansreuth wurden großteils mit Einfamilienhäusern bebaut. Krötenbruck gilt als vergleichsweise teuere Wohngegend und wird im Volksmund als „Hofer Millionenhügel“ bezeichnet.

## Kultur und Sehenswürdigkeiten
Die evangelische Dreieinigkeitskirche wurde 1961 gebaut.
Das gut erhaltene Gebäude des Rittergutes Sachs in der ehemaligen Gemeinde Moschendorf zählt zu den Baudenkmälern der Stadt Hof.
Am 1. Mai wird in Krötenbruck traditionell ein Maibaum aufgestellt mit anschließenden Festveranstaltungen.

### Sternwarte Hof

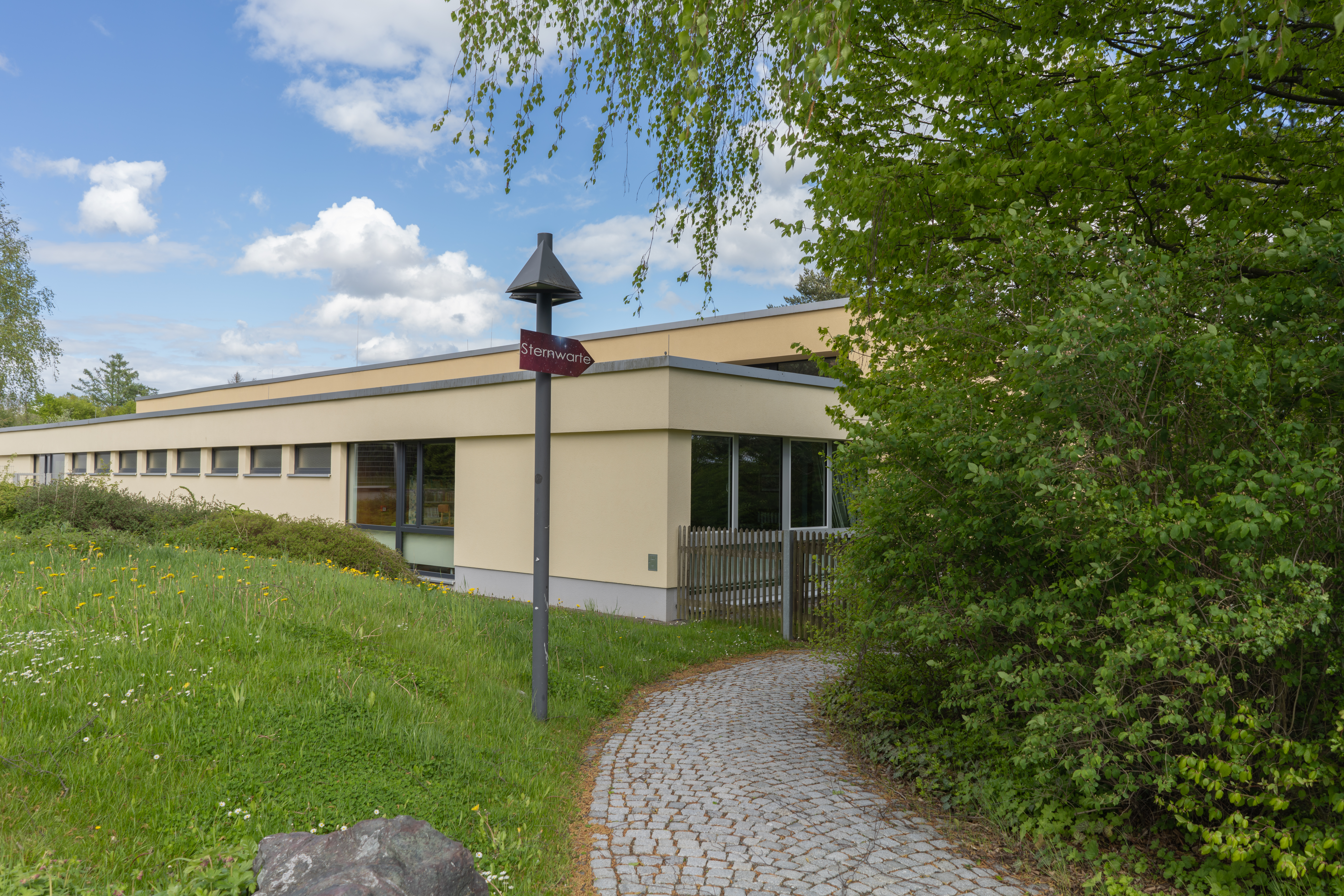
Sternwarte Hof

Die Sternwarte Hof wird von der Volkshochschule Hofer Land und dem Astronomischen Förderverein betrieben. Die Sternwarte hat drei Fernrohre: das Wolfgang-Siegel-Teleskop, ein 20" (50 cm) Spiegelteleskop (f/5) auf RG360-Montierung, das Max-Eichhorn-Fernrohr, ein Spiegelteleskop 250/1750mm (Zerodur) und Refraktor (HA 150/3000) auf parallaktischer Knicksäulenmontierung, Schrittmotorsteuerung (lernfähig zum Getriebespielausgleich), Fernsteuerpult für Klemmen und Antriebe, Gesamtgewicht 2 Tonnen, isoliert vom gesamten Gebäude auf separater Betonsäule, die im Muttergestein fundiert ist. Die gleiche Montierung hat ein Polarisationshelioskop mit Leitrohr 60/1000, Astro-Tessar 80/500 (6*6), Sucher 100/600, APO Spezialfilter (H-alpha und Weißlicht), das zur Sonnenbeobachtung eingesetzt werden kann. Am 26. April 2021 bekam die Sternwarte das Planewave CDK17-Teleskopsystem, ein Astrograph F/6.8 auf 10Micron-Montierung GM3000 und Baader-Säule auf der Beobachtungsbühne.

## Wirtschaft und Infrastruktur
Ein bedeutendes Unternehmen im Stadtteil ist das Medizinhandels- und Dienstleistungsunternehmen Medika.
Die Hofer Stadtbus-Linien 2, 3 und 10 der HofBus GmbH fahren Krötenbruck an. Der Verkehrslandeplatz Hof-Plauen im Stadtteil Pirk liegt etwa drei Kilometer westlich.
Im Stadtteil befindet sich das Sana Klinikum Hof, ein Krankenhaus der Versorgungsstufe II mit mehr als 450 Betten.
Schulen:
- Grundschule Hof-Krötenbruck: Im Schuljahr 2021/2022 wurden 233 Schüler von 14 hauptamtlichen Lehrkräften unterrichtet.[10]
- Bonhoeffer-Schule, privates sonderpädagogisches Förderzentrum der Diakonie Hochfranken: Im Schuljahr 2021/2022 wurden 269 Schüler von 35 hauptamtlichen Lehrkräften unterrichtet.[11]

## Bildgalerie

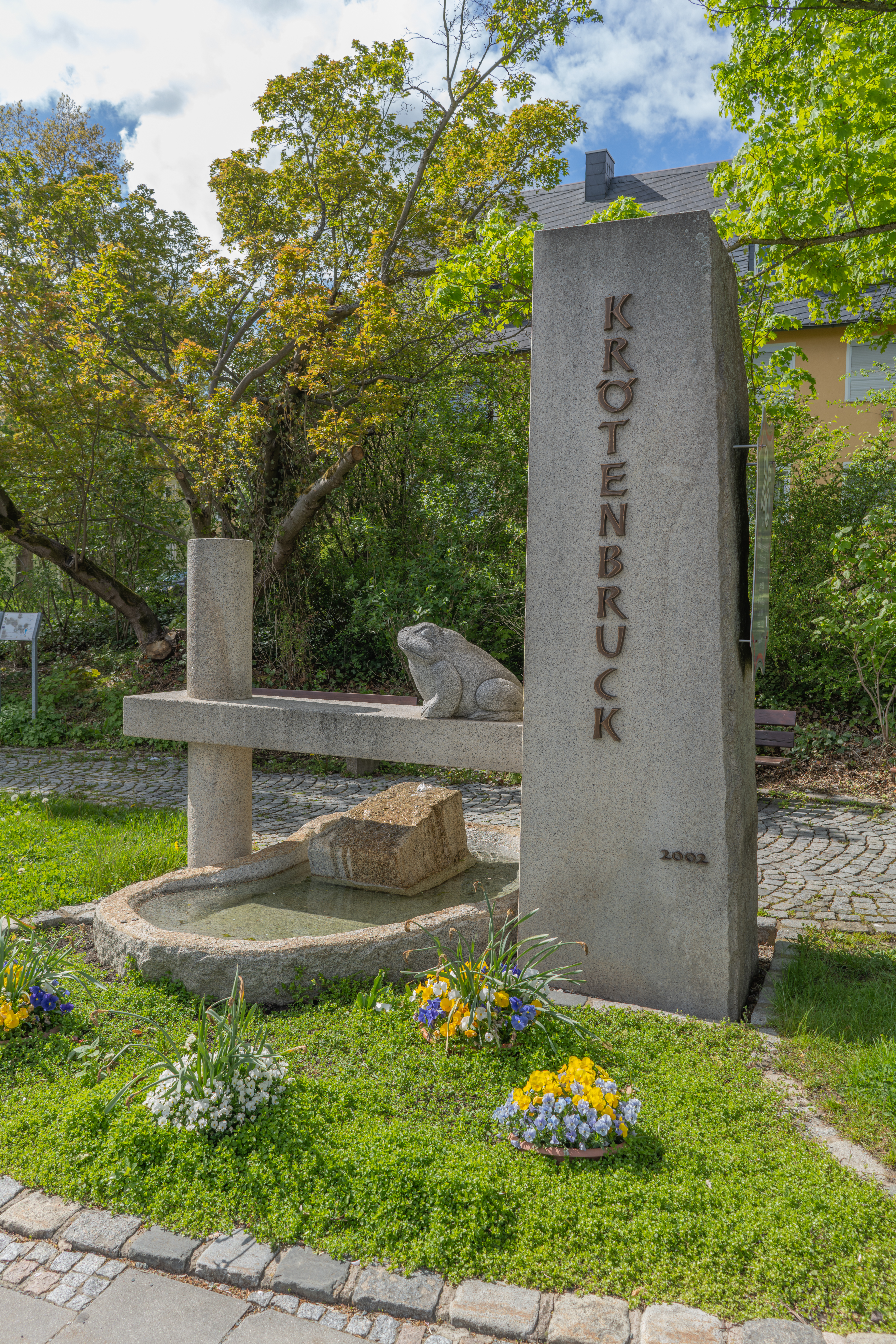
Krötenbrunnen
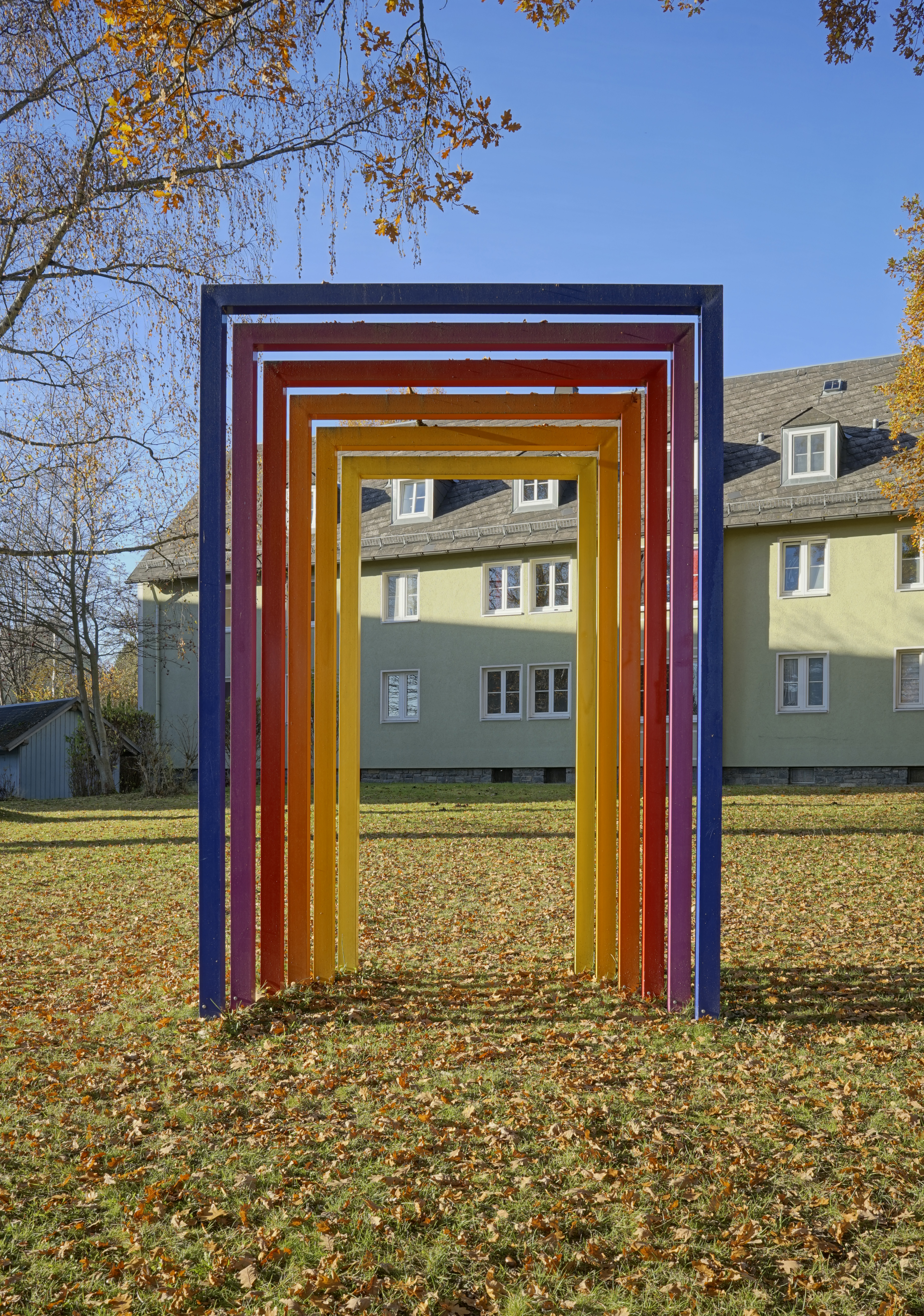
Regenbogentor am Krötenbrunnen
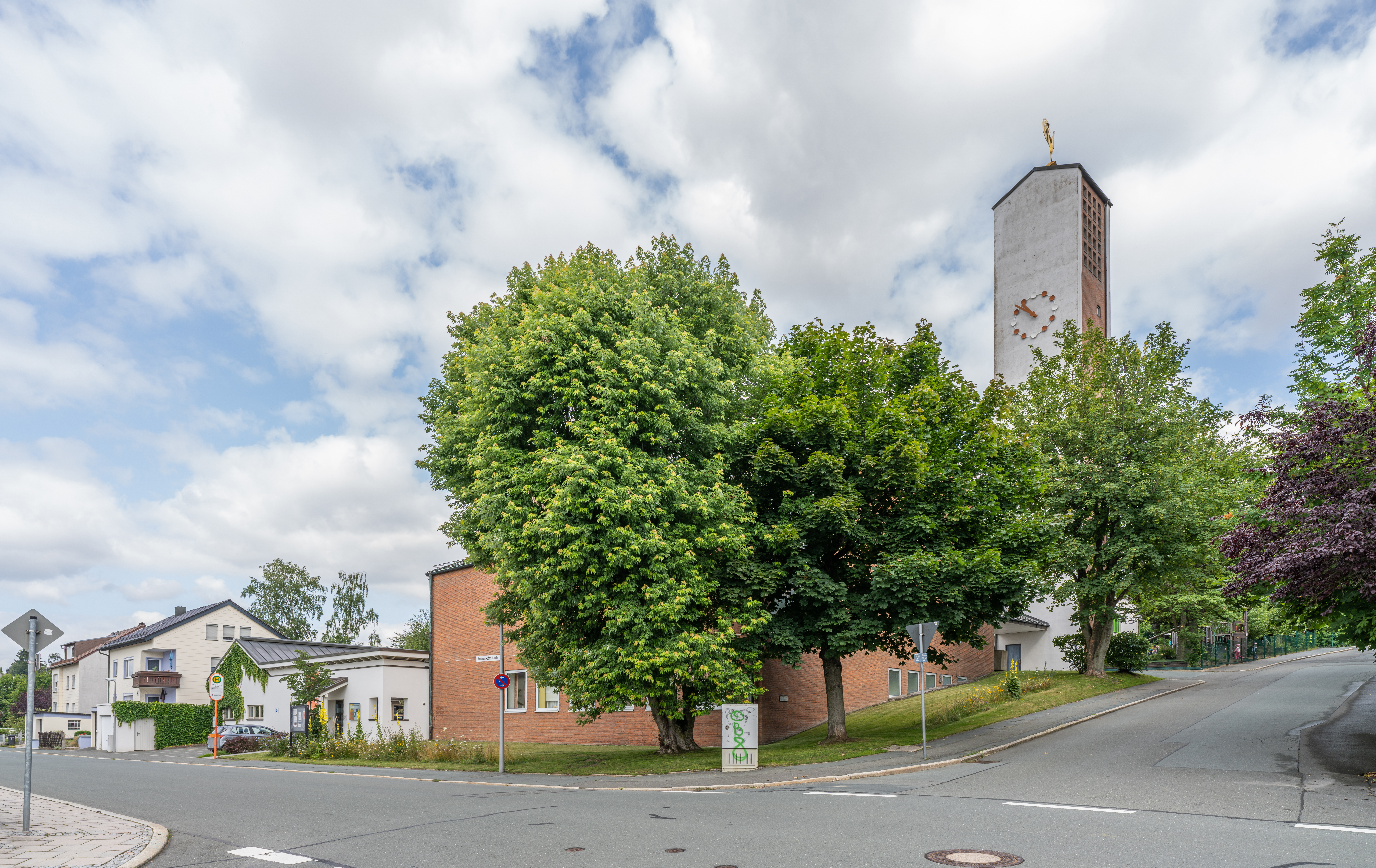
Dreieinigkeitskirche
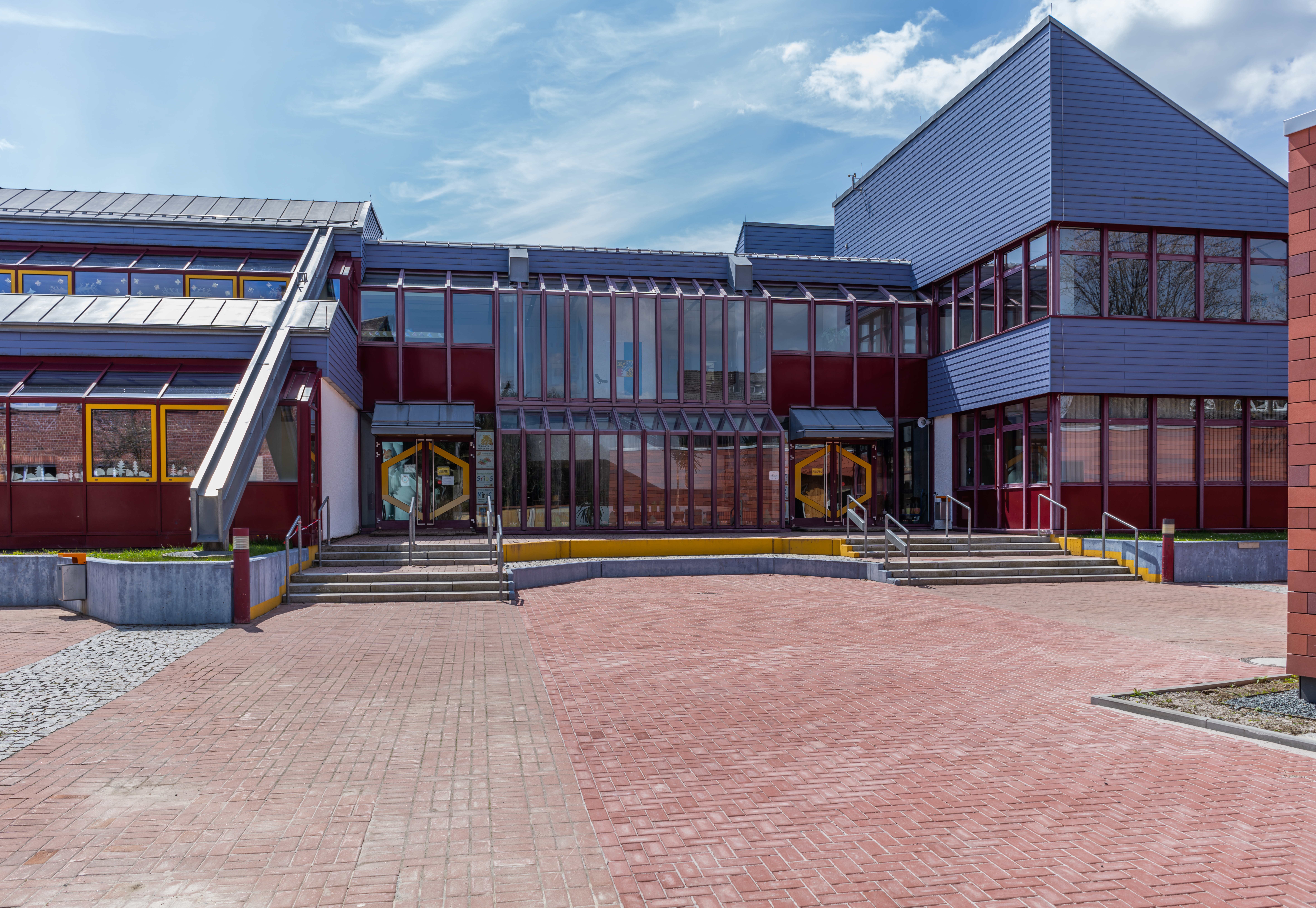
Grundschule Krötenbruck